# Sixalix cartenniana
Sixalix cartenniana är en tvåhjärtbladig växtart som först beskrevs av A. Pons, Quézel, och fick sitt nu gällande namn av W. Greuter och Hervé Maurice Burdet. Sixalix cartenniana ingår i släktet Sixalix och familjen Dipsacaceae. Inga underarter finns listade i Catalogue of Life.